# ラブホテル (映画)
『ラブホテル』は、相米慎二監督による1985年の日本映画。劇画作家石井隆による、「名美」という名の女を主人公とする連作、『天使のはらわた』シリーズの1作。山口百恵、もんた&ブラザーズによる挿入歌が印象的なにっかつロマンポルノ後期の秀作である。
1986年の第7回ヨコハマ映画祭にて第1位、相米慎二は監督賞、寺田農は主演男優賞、速水典子は最優秀新人賞、石井隆は脚本賞、篠田昇は撮影賞を受賞。

## ストーリー
巨額の借金を作って人生に絶望した男・村木(寺田農)が、ラブホテルでホテトル嬢・名美(速水典子)を呼んだ。村木は名美を道連れに自分も死ぬつもりだった。が、彼女を陵辱するうちにその気が薄れ、結局出来ずにホテルを去った。
2年後、村木はタクシー運転手に転職して妻・良子(志水季里子)と共に
小さなアパートで暮らしていた。ある日、タクシーにあの日のデリヘル嬢・名美が乗客として乗り込んだ。名美の注文は夜の港だ。送り届けて去ろうとしたところで、村木は名美が入水自殺を図ろうとしていることに気付いた。村木は慌てて名美の自殺を制止した。
村木は、名美に事情を訊いた。名美は服飾店員で、妻子ある上司・太田(益富信孝)と不倫関係にある。この関係はすっかり泥沼だ。接客中に太田の妻・正代(中川梨絵)が怒鳴り込みに来て、泥棒猫と罵られることもあった。名美は村木に頼んだ。太田の自宅にある自分の写真や書類を取り返して来て欲しいと。負い目があったこともあり、村木はその依頼を引き受けた。無事写真を取り戻して引き渡すと、名美は感謝して村木に身を委ねるのだった。
翌朝、名美が目を覚ますと村木は消えていた。名美は村木のアパートを訪ねた。そこで、名美は村木の妻・良子と擦れ違うのだった。

## スタッフ
- 監督：相米慎二
- 脚本：石井隆
- 撮影：篠田昇
- 美術：寒竹恒雄
- 編集：冨田功
- 照明：熊谷秀夫
- 助監督：榎戸耕史、宮城仙雅、冨樫森
- 現像：東映化学
- 協力：岡本史雄
- プロデューサー：海野義幸
- 企画：成田尚哉、進藤貴美男
- 製作者：宮坂進

## キャスト
- 土屋名美：速水典子
- 村木哲郎：寺田農
- 太田清：益富信孝
- 太田正代：中川梨絵
- 村木良子：志水季里子
- 取立てのチンピラ：飯島大介、小池幸次、石川慎二
- タクシーの客：伊武雅刀
- ヤクザ風の男：木之元亮
- 助監督：尾美としのり
- タクシー運転手：佐藤浩市
- 萬田久子（カメオ出演）

## 挿入歌
- 「夜へ…」山口百恵
- 「赤いアンブレラ」もんた&ブラザーズ